# Teodoro Capocci
Teodoro Capocci (Lioni, 26 marzo 1894 – Cesuna, 3 giugno 1916) è stato un militare italiano, insignito nel 1920 della medaglia d'oro al valor militare alla memoria.

## Biografia
Discendeva da note famiglie napoletane: bisnipote del matematico e senatore del regno d'Italia Ernesto Capocci di Belmonte, i suoi genitori erano Corrado (a sua volta discendente di Oscar Capocci e Friedrich Dehnhardt, al momento della sua nascita trasferitosi momentaneamente a Lioni perché impegnato nella costruzione della linea ferroviaria Avellino-Rocchetta) e Livia Cottrau, figlia di Teodoro Cottrau.
Dopo aver frequentato prima il Liceo classico statale Umberto I e poi la facoltà di Scienze Agrarie a Portici, visse a Napoli, giocandovi a calcio nelle file di quelle squadre che formarono poi l'odierno Napoli, il Naples Foot-Ball Club e l'Elios. Completò gli studi a Modena, presso la Regia Accademia Militare. Arruolato nel 2º Reggimento della Brigata  "Granatieri di Sardegna", con il grado di Sottotenente di complemento di fanteria, combatté nella prima guerra mondiale durante la quale fu decorato con due medaglie d'argento al valor militare: la prima per aver conquistato quota 188 nella notte tra il 20 e 21 novembre 1915 a Plava, sul Monte Sabotino, la seconda per la sua opera di difesa della posizione dal contrattacco del nemico il 30 maggio, sul Cesuna.
Nel giugno del 1916, raggiunse con il suo battaglione il fronte di Asiago, dove l'esercito italiano fronteggiava l'avanzata austriaca. Per il comportamento valoroso con cui si distinse nella battaglia di Monte Cengio-Cesuna, nella quale fu colpito a morte nel tentativo di aiutare il comandante di battaglione tenente colonnello Ugo Bignami, gli fu conferita la Medaglia d'oro alla memoria.

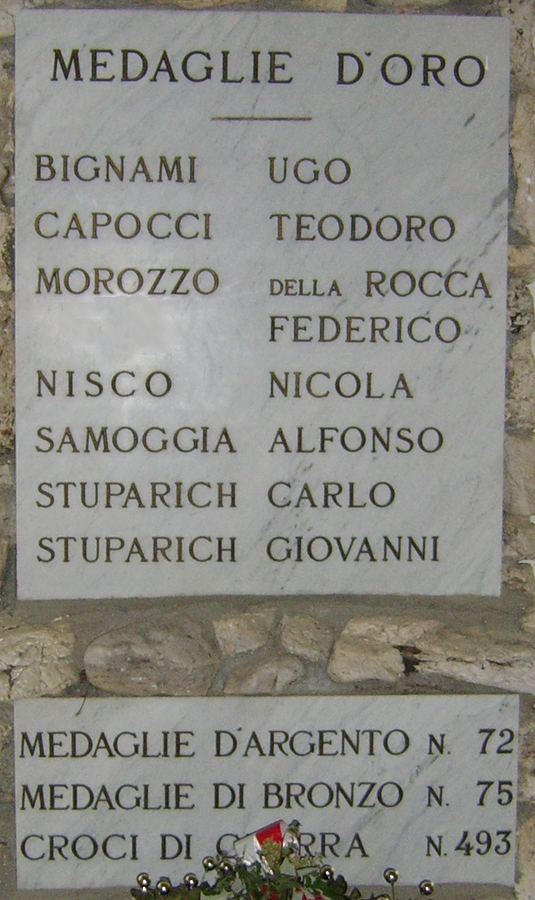
Lapide indicante le onorificenze concesse ai soldati che combatterono sul Monte Cengio

La sua testimonianza della vita militare nella guerra di trincea, descritta nel suo diario e nelle lettere inviate alla famiglia, fu citata nella raccolta di testimonianze storiche Momenti della vita di guerra di Adolfo Omodeo.
(Diario personale di Teodoro Capocci, 28 ottobre 1915)
(Diario personale di Teodoro Capocci)
Gli sono state intitolate una via e alcune scuole a Napoli e Lioni. Un cippo a Roana lo ricorda insieme a Ugo Bignami e Alfonso Samoggia. Una competizione calcistica in suo ricordo, la Targa Capocci, venne disputata tra il 1935 e il 1943.